# FBK Olimpija Ljubljana
Floorball klub Olimpija je slovenski floorball klub iz Ljubljane. Floorball klub Olimpija Ljubljana deluje od leta 2009. Klub je bil ustanovljen s cilji, ki so usmerjeni v prihodnost. FBK Olimpija Ljubljana je poskrbela, da se je Ljubljana razvija v floorball center, ki je konkurenčen v slovenskem in v širšem evropskem prostoru. FBK Olimpija je član Akademske športne zveze Olimpija,  Športne unije Slovenije in Floorball zveze Slovenije. Organizirajo tradicionalni mednarodni turnir v floorballu – Floorball Ljubljana (Slo) open.
Domača dvorana je dvorana Edvarda Peperka. 

## Selekcije
V klubu delujejo selekcije: 
- Mladinci U13
- Mladinci U16
- Ženska članska ekipa
- Moška članska ekipa

## Moška članska ekipa - FBK Olimpija
- Trener:  Anže Lebinger

### Vratarji
| #  | Nar       | Igralec     |
| 24 | Slovenija | Jan Snedic  |
| 1  | Slovenija | Jure Gombač |

### Igralci
| #  | Nar       | Igralec          |
| 11 | Slovenija | Uroš Drobnič     |
| 10 | Slovenija | Luka Potočnik    |
| 23 | Slovenija | Nejc Jagodič     |
| 16 | Slovenija | Jaka Kump        |
| 2  | Slovenija | Luka Kovačič     |
| 27 | Slovenija | Aleš Molk        |
| 88 | Slovenija | Anže Lebinger    |
| 5  | Slovenija | Miha Vozel       |
| 91 | Slovenija | Andrej Zadravec  |
| 23 | Slovenija | Jernej Rozman    |
| 26 | Slovenija | Matjaž Vrečič    |
| 22 | Slovenija | Žan Blaž Slivnik |
| 4  | Slovenija | Ožbej Bedič      |
| 8  | Slovenija | Gregor Duh       |

## Dosežki

### Moška članska ekipa
Karavanški pokal:
Mednarodno tekmovanje v katerem tekmujejo ekipe iz Slovenije in Avstrije. 
- 1. mesto (2010/2011) [1]

1. Slovenska Floorball liga
Državno ligaško tekmovanje 2. kategorije.
- 1. mesto (2009/2010)

Elitna Floorball liga
Državno ligaško tekmovanje 1. kategorije.
- 3. mesto (2010/2011)

- 2. mesto (2011/2012)[2]

- 2. mesto (2012/2013) [3]
- 3. mesto ( 2013/2014)

### Ženska članska ekipa
1. Slovenska Floorball liga
- 3. mesto (2010/2011)
- 2. mesto (2011/2012)
- 2. mesto (2012/2013)
- 1. mesto (2017/2018)